# Trichopoda decisa
Trichopoda decisa är en tvåvingeart som beskrevs av Walker 1853. Trichopoda decisa ingår i släktet Trichopoda och familjen parasitflugor. Inga underarter finns listade i Catalogue of Life.